# الكأس الدولية للأبطال 2014
الكأس الدولية للأبطال 2014 (بالإنجليزية: 2014 International Champions Cup)‏ هو موسم من الكأس الدولية للأبطال. أقيم خلال الفترة 24 يوليو 2014 وحتى 4 أغسطس 2014، وفاز فيه مانشستر يونايتد.

## نتائج الموسم
| المركز | فريق            | لعب | ف | ت | خ | له | عليه | ف.أ | نقاط | ملاحظة |
| ------ | --------------- | --- | - | - | - | -- | ---- | --- | ---- | ------ |
|        | مانشستر يونايتد |     |   |   |   |    |      |     |      |        |